# Deprea
Deprea ist eine Pflanzengattung aus der Familie der Nachtschattengewächse (Solanaceae). Die neotropisch vorkommende Gattung besteht aus etwa 6 bis 53 Arten.

## Beschreibung

### Vegetative Merkmale
Die Deprea-Arten sind 0,6 bis 2, selten 4 m hohe krautige Pflanzen oder Sträucher. Die Sprossachsen sind hohl, gerade bis gebogen, stark gerippt, unbehaart oder mit drüsigen oder nicht drüsigen Trichomen versehen.
Die Laubblätter stehen einzeln, selten paarweise, die Blattflächen sind meist klein bis mittelgroß mit einer Fläche von (2,1) 3,8 bis 8,5 (10) × (1,2) 2,8 bis 4,5 cm. Nur selten kommen große Blätter vor, diese haben dann eine Blattfläche von 11 bis 16,5 × 4,5 bis 8,5 cm. Die Blätter sind eiförmig, elliptisch oder eng-elliptisch, häutig oder lederartig, unbehaart oder behaart. Die Blattspitze ist spitz oder zugespitzt, die Blattbasis am Blattstiel herunterlaufend und häufig unsymmetrisch. Die Blattstiele sind meist kurz, 8–18 mm lang, aber auch lang und dann mit einer Länge von bis zu 55 mm.

### Blüten und Blütenstände
Die Blüten stehen axillar, meist in Gruppen von 2 bis 6, selten auch einzelstehend. Der Blütenstiel ist 10 bis 45 mm lang. Der becherförmige Kelch ist (3,2) 4 bis 5 (8) mm lang, die Kelchröhre ist 2,5- bis 3-mal länger als die fünf sich daran anschließenden Kelchzipfel. Diese sind dreieckig, stumpf, manchmal ungleich, durchzogen von drei großen Nerven, einem Hauptnerv und zwei Nebennerven, welche wiederum von einem Netz von tertiären Nerven miteinander verbunden sind. Die Krone ist trichterförmig oder urnenförmig, gelb, orange oder durch Pigmente aus Anthocyanen komplett violett oder mit Punkten oder Flecken versehen. Die fünfzählige Krone wird 9 bis 16 (23) mm lang, die Kronlappen sind dreieckig verlängert und 1,5- bis 3-mal kürzer als die Kronröhre.
Die Staubbeutel sind an der Basis dorsal fixiert, meist 0,8 bis 1,8 (2) mm lang, nur in zwei Arten werden sie mit 2 bis 3 mm etwas länger. Die beiden Theken einer Staubbeutel sind gleich groß, im unteren Viertel sind sie voneinander getrennt. Die behaarten oder unbehaarten Staubfäden sind meist 2,5- bis 6-mal länger als die Staubbeutel, Ausnahme ist die Art Deprea paneroi, bei der die Staubbeutel gleich lang oder leicht kürzer als die Staubfäden sind. Das Gynoeceum ist unbehaart, am Fruchtknoten befinden sich ringförmig deutlich sichtbare Nektarien. Der Griffel ist lang, die Narbe ist abgeflacht, scheibenförmig oder leicht sattelförmig.

### Früchte und Samen
Die Früchte sind vielsamige, beinahe kugelförmige Beeren mit einem Durchmesser von 6 bis 8 mm, manchmal länglicher mit bis zu 8 mm Länge. Um die Beere ist locker der auf einen Durchmesser von 8 bis 10 mm stark vergrößerte Kelch gelegt. Im Perikarp der Beere finden sich bis zu 45 Steinzellen, in einigen Arten fehlen sie jedoch auch. Die Samen sind fast nierenförmig, eingedrückt, 1,75 bis 2 mm oder in einigen Arten auch 3,2 bis 4 mm lang. Die Samenoberfläche ist wabenförmig, der Embryo stark gekrümmt, die Kotyledonen sind kürzer als der restliche Embryo.

## Systematik
Innerhalb der Gattung werden sechs Arten unterschieden Nach POWO sind es 53 Arten. Hier eine Auswahl:
- Deprea bitteriana (Werderm.) N.W.Sawyer & Benítez: Nordwestliches Venezuela bis Ecuador.[2]
- Deprea cardenasiana Hunz.: Zentrales Peru und zentrales Bolivien.[2]
- Deprea ecuatoriana Hunz. & Barboza: Südliches Ecuador und nördliches Peru.[2]
- Deprea nubicola N.W.Sawyer: Kolumbien.[2]
- Deprea orinocensis (Kunth) Raf.: Costa Rica bis Ecuador.[2]
- Deprea paneroi C.Benítez de Rojas & M.Martínez: Venezuela.[2]
- Deprea zamorae Barboza & S.Leiva: Südliches Ecuador.

## Botanische Geschichte
Die Gattung Deprea wurde 1838 durch Constantine S. Rafinesque-Schmaltz erstmals beschrieben, jedoch wurde die Beschreibung lange Zeit nicht anerkannt und wurde kaum verbreitet. Erst 1973 führte William D’Arcy die Gattung erneut ein, gab aber an, dass die Gattung möglicherweise mit den Blasenkirschen (Physalis) zu vereinen wäre. Später (1993) schlug er eine Vereinigung mit der Gattung Larnax vor, jedoch wird die Gattung heute als eigenständig betrachtet. Der Gattungsname wurde wahrscheinlich zu Ehren des französischen Arztes und Botanikers Alexandre-Armand Desprez (1747–1829) gewählt.
Eine Abhandlung zur Taxonomie der Gattung von Barboza und Armando Hunziker aus dem Jahr 1994 erkannte sechs Arten an. Die gleichen Autoren beschrieben 1996 mit Deprea ecuatoriana eine weitere Art. 1998 wurde von Neil Sawyer und Benítez de Rojas Deprea bitteriana beschrieben und gleichzeitig Deprea granulosa als Synonym zu Deprea orinocensis gestellt. Zwei Arten, die zuvor zu Deprea gestellt wurden, ordnete Neil Sawyer 2007 der Gattung Larnax zu, 2007 folgte mit Deprea nubicola eine weitere von Sawyer beschriebene Art.